# 열 중량 분석

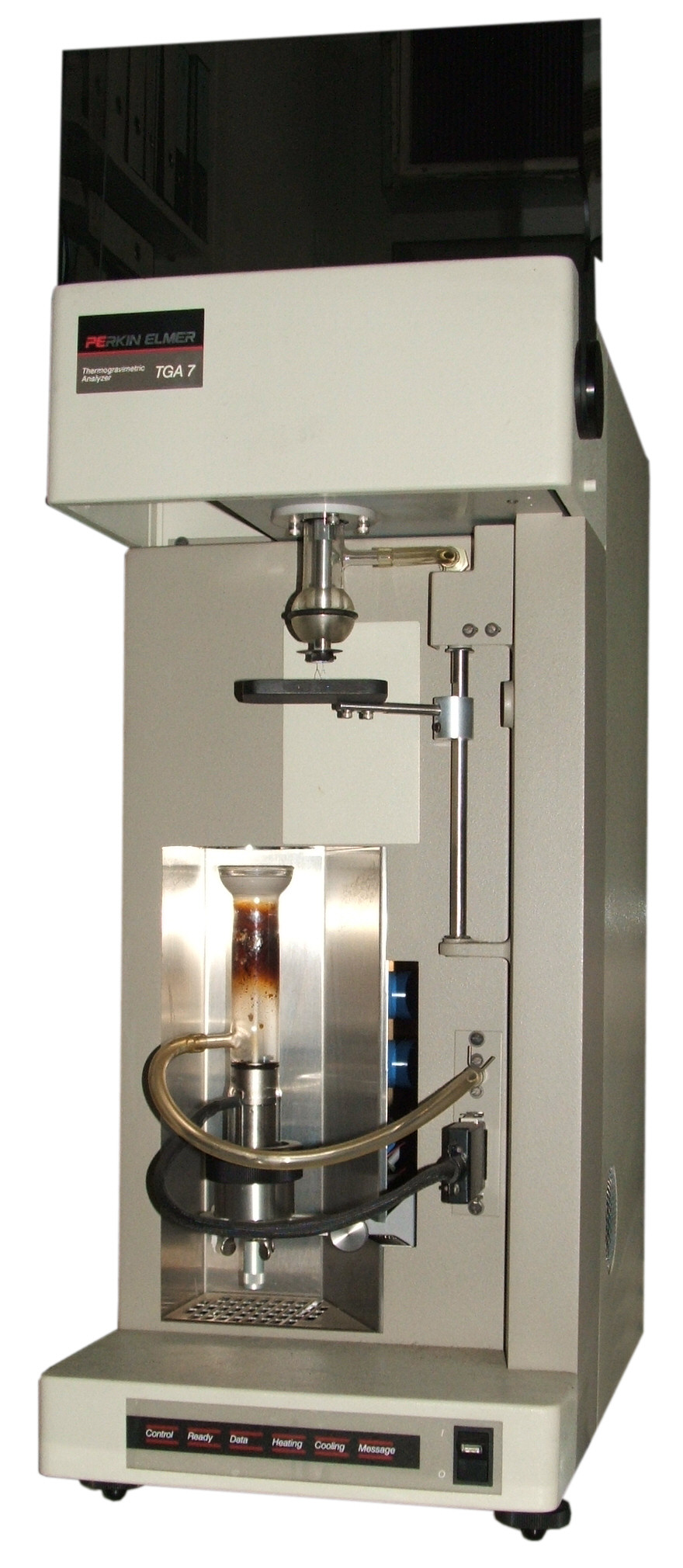
일반적인 TGA 시스템

열 중량 분석(thermogravimetric analysis 또는 thermal gravimetric analysis, TGA) 또는 열무게 분석은 온도 변화에 따라 시간이 지남에 따라 샘플의 질량을 측정하는 열분석 방법이다. 이 측정은 상전이, 흡수, 흡착 및 탈착과 같은 물리적 현상에 대한 정보를 제공한다. 화학 흡착, 열분해, 고체-기체 반응(예: 산화·환원 반응)을 포함한 화학 현상도 포함된다.

## 열 중량 분석기
열 중량 분석은 열 중량 분석기(thermogravimetric analyzer)라고 불리는 장비에서 수행된다. 열 중량 분석기는 시간이 지남에 따라 샘플의 온도가 변하는 동안 지속적으로 질량을 측정한다. 질량, 온도 및 시간은 열중량 분석에서 기본 측정으로 간주되는 반면, 이 세 가지 기본 측정에서 많은 추가 측정이 파생될 수 있다.
일반적인 열중량 분석기는 프로그래밍 가능한 제어 온도를 갖춘 용광로 내부에 위치한 샘플 팬과 정밀 저울로 구성된다. 온도는 일반적으로 일정한 속도로 증가하여(또는 일부 응용 분야에서는 일정한 질량 손실을 위해 온도가 제어됨) 열 반응을 일으킨다. 열 반응은 주변 공기, 진공, 불활성 가스, 산화/환원 가스, 부식성 가스, 침탄 가스, 액체 증기 또는 "자체 생성 분위기"를 포함한 다양한 분위기에서 발생할 수 있다. 고진공, 고압, 정압 또는 제어된 압력을 포함한 다양한 압력도 가능하다.
열 반응에서 수집된 열중량 데이터는 x축의 온도 또는 시간에 대한 y축의 질량 또는 초기 질량 백분율 플롯으로 정리된다. 흔히 평활화되는 이 플롯을 TGA 곡선이라고 한다. TGA 곡선(DTG 곡선)의 1차 도함수를 플롯하여 시차 열 분석은 물론 심층 해석에 유용한 변곡점을 결정할 수 있다.
TGA는 특징적인 분해 패턴 분석을 통해 재료 특성화에 사용될 수 있다. 이는 열가소성 수지, 열경화성 수지, 엘라스토머, 복합재, 플라스틱 필름, 섬유, 코팅, 페인트 및 연료를 포함한 고분자 재료 연구에 특히 유용한 기술이다.